# 李澂 (清朝)
李澂（1798年8月21日—？年），原名淑，字儀一，號曉楳，行三，清嘉慶三年戊午七月初十日（1798年8月21日）生。四川省綏定府達縣通州人，民籍。

## 生平
優廩生，鄉試中式第14名，丙戌會試中式第140名，殿試三甲46名，欽點卽用知縣。

## 家族
曾祖翀，祖羲益、父溫賢，母程氏，生繼母木氏，繼母張氏，妻吳氏，子瑤林。